# 阿里·伊本·里德旺
阿里·伊本·里德旺（أبو الحسن علي بن رضوان المصري）是一位埃及裔阿拉伯人，出生於吉薩，是一名醫生、占星家和天文學家。

## 生平
他是古希臘醫學的評論員，尤其是蓋倫。然而，他更出名的是對SN 1006超新星（最亮的超新星）提供最詳細的描述，這是他在1006年觀測到的重大事件。
他以Hali、Haly 或Haly Abenrudian的名義被歐洲作家引用。根據A·C·克龍比的說法，他也對歸納理論做出了貢獻。他與另一位醫生巴格達Ibn Butlan進行了一場著名的辯論。

## 外部連結
维基共享资源上的相關多媒體資源：阿里·伊本·里德旺
- History of Islamic Science （页面存档备份，存于）
- 2001 Columbia dissertation by Jennifer Ann Seymore The Life of Ibn Ridwan and his commentary of Ptolemy's Tetrabiblos; not open link
- James H. Holden. . 1996  [2006-10-09]. （原始内容存档于2006-10-09）.
- (PDF). 由Michael W. Dols翻译. 2006-09-12  [2009-03-03]. （原始内容 (PDF)存档于2011-01-03）.
- Margaret Donsbach. . Saudi Aramco World. July–August 2006  [2009-03-04]. （原始内容存档于2009-02-07）.